# Protocollo Station-to-Station
Il protocollo Station-to-Station (STS) è un protocollo crittografico per lo scambio di chiavi con autenticazione (authenticated key exchange, AKE). È una variante dello scambio di chiavi Diffie-Hellman, il quale è debole contro un attacco del tipo man-in-the-middle, dove un terzo utente si interpone nella conversazione e finge di essere il rispettivo interlocutore con entrambi i soggetti. Ideato da Whitfield Diffie, Paul C. van Oorschot e Michael J. Wiener, il protocollo venne originariamente presentato al 1987 International Switching Symposium (ISS87) e successivamente pubblicato in Diffie et. al nel 1992. Questo metodo fornisce autenticazione tramite l'uso di firma digitale e certificati digitali.

## Descrizione
La seguente descrizione prevede l'operazione di esponenziazione alla base dello scambio di chiavi, come da scambio Diffie-Hellman originale. Tuttavia, il metodo può essere modificato per funzionare, ad esempio, con crittografia a crittografia ellittica.

### Parametri iniziali
- Entrambe le parti devono avere una coppia di chiavi crittografiche (pubblica e privata) per potersi autenticare.
- Bisogna inoltre generare i parametri necessari a stabilire la chiave comune: un gruppo ciclico {\displaystyle p} e un generatore {\displaystyle g} per tale gruppo. Questi parametri possono essere pubblici. Per una maggiore sicurezza, ciascuna parte può stabilire i suoi parametri.[1]

### Protocollo base
Segue la versione base del protocollo. Se un passo non può essere completato, il protocollo viene interrotto. Tutte le operazioni di esponenziazione appartengono al gruppo {\displaystyle p}.
1. Alice genera un numero casuale {\displaystyle x} e calcola e invia {\displaystyle g^{x}} a Bob.
2. Bob genera un numero casuale {\displaystyle y} e calcola {\displaystyle g^{y}}.
3. Bob calcola la chiave segreta {\displaystyle K=(g^{x})^{y}}.
4. Bob concatena le due potenze {\displaystyle (g^{y},g^{x})} (l'ordine è importante), le firma con la sua chiave privata {\displaystyle B}, e cifra il tutto con la chiave segreta {\displaystyle K}. Invia il testo cifrato assieme alla potenza {\displaystyle g^{y}} ad Alice.
5. Alice calcola la chiave segreta {\displaystyle K=(g^{y})^{x}}.
6. Alice decifra la parte restante del messaggio di Bob ed effettua la verifica tramite la chiave pubblica di Bob.
7. Alice concatena le due potenze {\displaystyle (g^{x},g^{y})} (l'ordine è importante), le firma con la sua chiave privata {\displaystyle A}, e cifra il tutto con la chiave segreta {\displaystyle K}. Invia il testo cifrato a Bob.
8. Bob decifra il messaggio di Alice ed effettua la verifica tramite la chiave pubblica di Alice.

Ora Alice e Bob sono mutuamente autenticati e posseggono una chiave segreta. Tale segreto, {\displaystyle K}, può essere usato per successive comunicazioni.
Questa versione del protocollo può essere formalizzata come segue:
1. Alice → Bob : {\displaystyle g^{x}}
2. Alice ← Bob : {\displaystyle g^{y},E_{K}(S_{B}(g^{y},g^{x}))}
3. Alice → Bob : {\displaystyle E_{K}(S_{A}(g^{x},g^{y}))}